# ゲルマベンゼン
ゲルマベンゼン (英: Germabenzene、C5H6Ge）は、ベンゼン環の炭素原子がゲルマニウム原子で置換された有機金属化合物（有機ゲルマニウム化合物）の母核構造である。
最も単純なゲルマベンゼン母核構造は理論的に研究されており合成されていないが、嵩高い2,4,6-tris[bis(trimethylsilyl)methyl]phenyl基 (Tbt基) で他の反応剤と反応しにくくした、1-Tbt-ゲルマベンゼンや、更にナフタレン環で安定させた2-ゲルマナフタレン誘導体が合成されている。
ゲルマベンゼンは、ベンゼンの炭素原子を他の第14族元素で置換したシラベンゼン（ケイ素）やスタンナベンゼン（スズ）と同様に芳香族性を示す。

1-Tbt-ゲルマベンゼンの構造

安定なゲルマナフタレン誘導体の構造